# Bimekizumab
Il bimekizumab, venduto con il nome commerciale di Bimzelx, è un anticorpo monoclonale umanizzato che trova impiego nel trattamento della psoriasi a placche, dell'artrite psoriasica, della spondiloartrite assiale, della spondilite anchilosante e dell'idrosadenite suppurativa. La vendita del farmaco è stata approvata nel 2021 nell'Unione europea e nel 2023 negli Stati Uniti.
Il farmaco agisce sull'interleuchina 17, molecola dall'importante funzione proinfiammatoria, inibendone l'attività. Viene somministrato mediante iniezioni sottocutanee.

## Usi
Nell'Unione europea, il bimekizumab ha ricevuto un'indicazione ufficiale per il trattamento della psoriasi a placche di grado moderato o severo, nonché dell'artrite psoriasica in forma attiva, della spondiloartrite assiale e della spondilite anchilosante con sintomatologia dolorosa in atto.
Alcuni studi clinici giunti in fase III hanno dimostrato che il bimekizumab ha un'efficacia superiore a quella dell'adalimumab, del secukinumab e dell'ustekinumab nel trattamento della psoriasi a placche.
L'approvazione del bimekizumab nella terapia dell'idrosadenite suppurativa moderata o grave, ottenuta nel 2024 negli Stati Uniti, è derivata dalle evidenze cliniche emerse da vari studi clinici giunti in fase III e volti a verificare non solo l'efficacia, ma anche la tollerabilità del farmaco.

## Effetti collaterali
Gli effetti indesiderati sono infezioni opportunistiche come raffreddore comune, faringite e  candidosi orale. Sono comuni anche le reazioni di ipersensibilità nel sito dell'iniezione, che si verificano nel 3% dei pazienti.